# Geissanthus cogolloi
Geissanthus cogolloi är en viveväxtart som beskrevs av J.J. Pipoly. Geissanthus cogolloi ingår i släktet Geissanthus och familjen viveväxter. Inga underarter finns listade i Catalogue of Life.